# Goytacaz Futebol Clube
Goytacaz Futebol Clube é uma agremiação esportiva da cidade de Campos dos Goytacazes, no estado do Rio de Janeiro. Foi fundada em 20 de agosto de 1912, tem como cores o azul e o branco.

## História
O Goytacaz foi fundado no dia 20 de agosto de 1912, a partir de um desentendimento de um grupo de remadores do clube Natação de Regatas Campista, que tiveram negado um pedido de barco para passear no Rio Paraíba do Sul. O nome do clube foi uma homenagem aos primeiros habitantes da cidade de Campos: os índios goytacazes, que segundo o historiador Eduardo Bueno, eram os mais ferozes índios do atual território conhecido como Brasil, além de exímios nadadores, o que lhes dava uma vantagem extra nas batalhas.
A primeira diretoria do Goytacaz foi formada assim: Luiz Carlos Cabral (presidente), Roberto Melo (vice-presidente), Otto Nogueira (1º tesoureiro), Jaime Rego (2º tesoureiro), Rudah Martins (1º secretário), Álvaro Nogueira (2º secretário), João Cunha (fiscal) e Manoel Patrão (procurador) e também ficou decidido, ainda, que a casa de Otto Nogueira, situada à Rua 21 de Abril, nº. 14, no centro da cidade, ficaria sendo provisoriamente a sede do novo clube.
A primeira partida foi em 25 de Agosto de 1912 contra o Internacional e a equipe alvi-anil venceu por 2 a 1 e o time jogou com: Claudinier, Mário Manhães e Catete, Álvaro Nogueira, Estevam Almeida, e Adelino, Laranjeira, Linconl, Jorge Gomes, Didi e Otto Nogueira.
O primeiro campo do Goytacaz foi defronte à igreja de Santo Antônio, em Guarus e, por isso, o santo é considerado o padroeiro do time. Mais tarde o campo passou para a Praça da República, onde a Prefeitura Municipal cedeu um terreno, mas ali o clube não ficaria por muito tempo, pois logo se mudaria para perto do Liceu de Humanidades, no antigo campo do Luso Brasileiro, no mesmo terreno onde, mais tarde, seria construído o palacete de Finazinha de Queirós, transformado após a sua morte na Casa de Cultura Villa Maria. O clube, porém, mudaria novamente e, dessa vez, se estabeleceria em frente à linha férrea campista, no início da Rua do Gás, na Lapa. Foi nesse campo que o Goyta tornou-se, definitivamente, um dos maiores times da cidade, chegando a ter ali mesmo o primeiro campo com iluminação elétrica do interior do Estado, em 5 de junho de 1930, o que causou muita polêmica, já que a cidade vivia sérios problemas de abastecimento de energia.
O estádio Ary de Oliveira e Souza foi inaugurado em 9 de janeiro de 1938 com uma partida entre os donos da casa, que venceram por 2 a 1 o Internacional, tendo sido um de seus fundadores, Otto Nogueira, o autor do primeiro gol no estádio, cuja inauguração se deu na gestão do então presidente Augusto Alexandre de Faria.
O Goytacaz foi o primeiro time do antigo Estado do Rio a jogar no Estádio Jornalista Mário Filho, o Maracanã. Isso aconteceu em novembro de 1963, contra a equipe carioca do Madureira e a partida terminou empatada em 2 a 2.
O Goytacaz foi o primeiro campeão da cidade de Campos dos Goytacazes, isto em 1914. O clube conquistou vinte campeonatos campistas, sendo o de 1955 de forma invicta, além de ter sido o primeiro tetracampeão (1940/41/42/43), levantou duas taças Cidade de Campos e cinco campeonatos estaduais (antigo campeonato Fluminense - 55/63/ 66/67/78).
Em campeonatos brasileiros, a melhor performance do Goytacaz na primeira divisão foi em 1978, quando conquistou o 30° lugar, entre 74 participantes. Em 1985 foi vice-campeão da Taça de Prata, equivalente a segunda divisão nacional.
O Estádio Ary de Oliveira e Souza teve o seu recorde de público em 13 de abril de 1986, quando 14.708 pagantes estiveram presentes para assistir ao jogo entre o Goytão e o grande time do Flamengo, com Zico e cia, pelo campeonato carioca daquele mesmo ano.
O Goytacaz foi o primeiro clube campista a ter um jogador na seleção brasileira, Amaro da Silveira, titular absoluto no Sul Americano de 1923 e que deixaria um outro craque como seu herdeiro, Amarildo, “o possesso”, campeão do mundo em 1962 no Chile.
Em 2006, o Goytacaz conquistou acesso ao Campeonato Carioca da 1ª Divisão do ano seguinte, ao terminar em quarto lugar na Seletiva. Nesta Seletiva os públicos do Goytacaz ficaram entre 3.000 e 4.000 pessoas por partida. No jogo final, contra a Portuguesa, no Rio de Janeiro, 1.300 torcedores viajaram mais de 300 km para incentivar o clube campista. Posteriormente, a Justiça não reconheceu a validade jurídica do torneio, não permitindo o acesso dos clubes que haviam conquistado as vagas dentro do campo.
Em 2009, mesmo na Série B estadual, a torcida continuou a mostrar força, liderando as estatísticas de público.
Em 18 de julho de 2010, o clube foi rebaixado para o Campeonato Carioca da Terceira Divisão, mesmo após vencer o São Cristóvão por 3 a 2.
No mesmo ano, a equipe não se abateu com a queda e fez uma boa campanha na Copa Rio, ficando em terceiro lugar e por pouco não voltando a disputar um Campeonato Nacional.

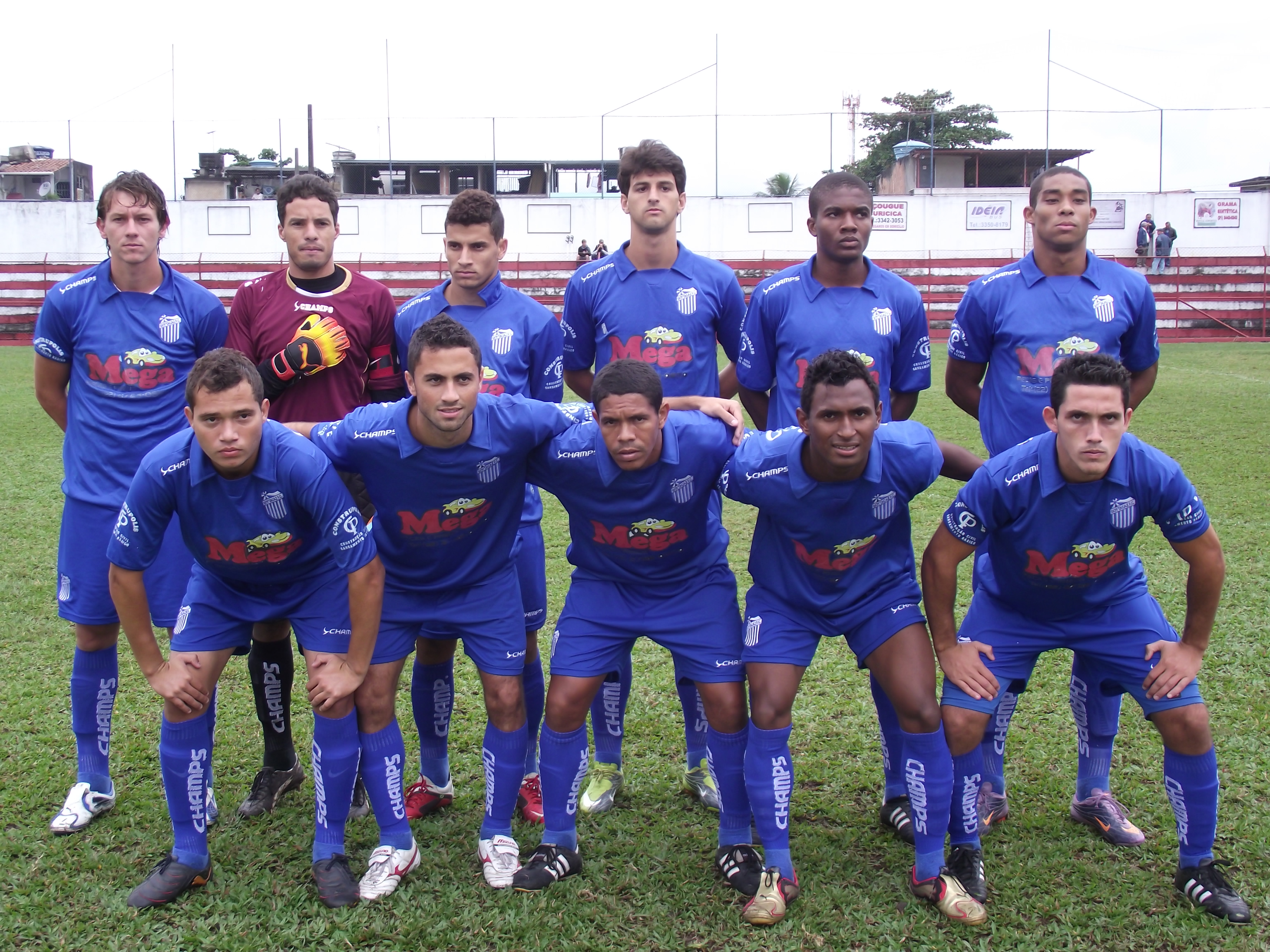
Goytacaz em 2011

No dia 24 de julho de 2011, o Goytacaz volta ao Campeonato Carioca da Segunda Divisão após ser campeão do Campeonato Carioca da Série C passando pelo América de Três Rios na semifinal em disputa de pênaltis, e vencendo o Juventus nos dois jogos da final.
Em 2012 a tão sonhada volta a 1ª divisão fica próxima de acontecer. A equipe chegou até a última rodada brigando por uma vaga na elite, porém estava na 3ª colocação, um ponto atrás do Audax Rio e três pontos atrás do Quissamã. Para subir, o Goytacaz teria que vencer a equipe do Tigres e torcer por um tropeço do Audax contra o São João da Barra. A vitória sobre o Tigres veio, em uma virada por 3 a 2, porém o outro resultado não ajudou e o Audax venceu o São João da Barra por 4 a 1, subindo assim Audax (vice campeão) e Quissamã (campeão).
Em 2013 o time esteve novamente perto da vaga na elite. Com o melhor aproveitamento entre todos os times do campeonato, o Goytacaz foi punido com a perda de 6 pontos no campeonato pela escalação irregular de um jogador, ficando assim fora da fase decisiva.
Em 2017 a tão sonhada volta a 1ª Divisão do Campeonato Carioca acontece. O Goytacaz se sagra campeão da Taça Santos Dumont, primeiro turno da Série B1 após derrotar o Audax Rio nos pênaltis, e assim assegura sua vaga na semifinal do campeonato. Na Taça Corcovado, segundo turno do campeonato, a equipe se classifica para a semifinal mas é derrotada pelo Itaboraí. Na grande semifinal do campeonato, um encontro com o maior rival, Americano. O alvinegro jogava pelo empate para passar a final do Carioca da Série B1 e também para Elite do Carioca. O jogo seguia empatado até os 44 de segundo tempo, quando o Goytacaz  consegue o seu gol com o atacante Lukinha que veio do banco de reserva e fez o gol que lhe valeu a vitória e o acesso ao Campeonato Carioca de Futebol após 25 anos fora da elite estadual.
Na final o Goytacaz enfrentou a equipe do America jogando o primeiro jogo da final no Estádio Giulite Coutinho em Mesquita. O Goytacaz saiu vencedor do primeiro jogo com o gol do seu atacante Luan Costa. O segundo jogo da final foi realizado no Estádio Ary de Oliveira e Souza contando com a presença maciça da sua torcida, onde os mais de 5000 torcedores presentes empurraram a equipe que sagrou-se campeão ao empatar em 1 a 1 com o America, com Anderson Kunzel marcando para a equipe adversária aos 19 minutos do primeiro tempo e Gabriel Galhardo empatando para o Goytacaz aos 14 minutos do segundo tempo.
O Goytacaz disputou a Seletiva da elite em 2018, não indo para a fase principal, mas escapando do rebaixamento no "grupo da morte". Porém, em 2019, a sorte não foi a mesma. O Alvianil novamente não passou pela seletiva, mas no quadrangular do rebaixamento, acabou caindo junto com o America.
Na B1 de 2019, o Goytacaz até foi bem, mas acabou perdendo para o Friburguense na semifinal geral, deixando escapar o acesso. Mas o "inferno" começou mesmo em 2020. O Goytacaz foi apenas o décimo e continuaria na B1 de 2021, mas aí vem o detalhe. A Federação de Futebol do Estado do Rio de Janeiro (Ferj) reformulou as divisões, criou a Série A2 e, com isto, a B1, que era o segundo escalão, acabou virando o terceiro. Na prática, o Alvianil foi rebaixado.
Mas isto aconteceu com decisão do Pleno do Tribunal de Justiça Desportiva do Rio de Janeiro (TJD-RJ) que decidiu por 5 votos a 0, uma abstenção, e com a punição o Goyta perdeu 6 pontos pela escalação irregular do atacante Pepeu na Série B1 de 2020. A denuncia foi pelo clube ter levado a campo o jogador, já sem contrato, no jogo diante do Serra Macaense, em que os campistas foram vencedores por 1 a 0, em Nova Friburgo.
E em 2021 veio mais um rebaixamento. O Goytacaz venceu apenas dois dos seus nove jogos. Houve até denuncia de esquema de manipulação de resultados, o que causou afastamento de atletas do elenco. E a temporada terminou com confusão, derrota em casa e muita tristeza dos torcedores.
Na temporada de 2022, o Goytacaz foi o segundo colocado no campeonato e garantiu uma vaga na semifinal, em Belford Roxo, uma dura derrota para o Belford Roxo por 2 a 0, mas na volta em Campos dos Goytacazes, uma vitória por 4 a 1 garantiu a volta do Goytacaz a terceira divisão, na final acabou sendo superado pelo Barra da Tijuca.
Em 2024 o clube pediu o licenciamento das atividades alegando valores praticados pela FERJ.

## Estádio

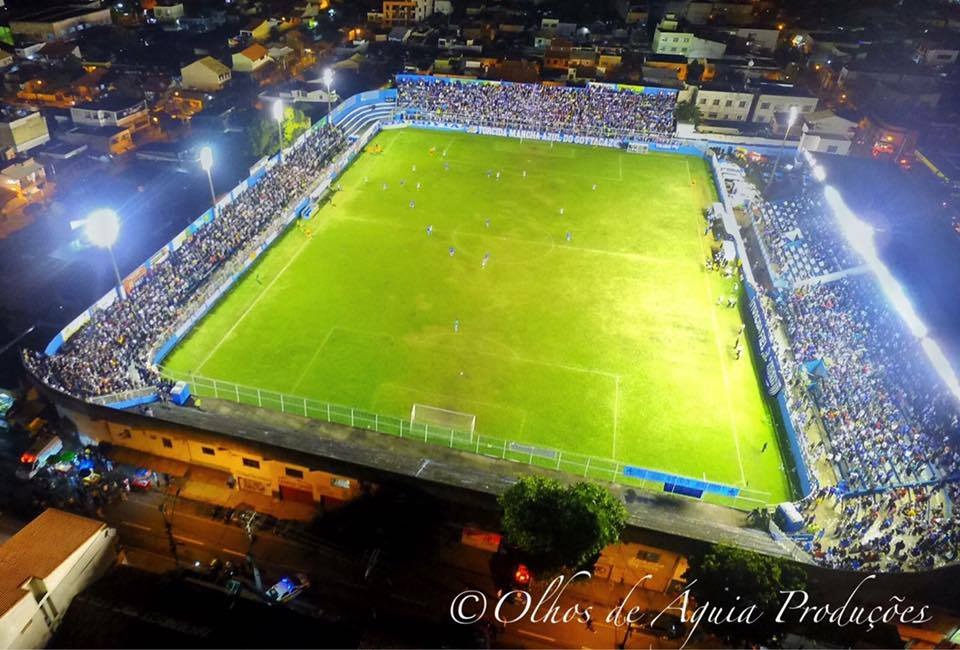
Estádio Ary de Oliveira e Souza em 2017

O Goytacaz manda seus jogos no Estádio Ary de Oliveira e Souza, com capacidade atual para 5.800 espectadores. O alvi-anil é conhecido como "O mais querido de Campos", uma referência as suas origens populares, tendo sido o primeiro campeão da cidade de Campos, ainda em 1914.
O Estádio Ary de Oliveira e Souza foi inaugurado em 9 de janeiro de 1938 com uma partida entre os donos da casa, que venceram por 3 a 1 o Americano, cuja inauguração se deu na gestão do então presidente Augusto Machado Vianna Faria.
O Estádio Ary de Oliveira e Souza teve o seu recorde de público em 9 de abril de 1978, quando 14.996 pagantes estiveram presentes para assistir ao jogo entre o Goytão e o grande time do Flamengo, com Zico e cia, pelo Campeonato Brasileiro daquele mesmo ano.

## Presidentes
- Luís Cabral
- Vicente do Amparo Ferraiuolli
- Osvaldo Cunha
- Luís Sérgio Silva
- Francisco Carvalhal
- Augusto Faria
- Salim Nagem
- Ary de Oliveira e Souza
- Dr. Jacintho Simões
- Martinho Santafé
- Domingos Guimarães
- Abelardo Brito
- Antônio Ribeiro Alvarenga Filho
- Gumercindo Freitas
- Sebastião Lírio
- José Gabriel
- Nilson Cardoso de Souza
- Salvador Araújo Nunes
- Edson Alvarenga
- Antônio José Coutinho
- Jacynto Simões
- Ramiro Alves Pessanha Filho
- Rubens Vieira Rios
- Roberto Krunfly
- Rafael Martins
- Edecyr de Oliveira
- Jorge Fernandes de Souza
- Amaro Escovedo
- Amaro Gimenes
- Arizo Azevedo
- Manoel Santana
- Antônio Eraldo Lopes Riscado
- Armando Zanata
- Silvio Pinheiro
- Dartagnan Fernandes
- Valtair de Almeida
- Zander Pereira
- José Luis Dutra
- Jomar Garcia
- Robson Neto Barreto
- Dartagnan Fernandes
- Reinaldo Ribeiro Filho

## Torcida
Em 1972, a revista Placar, estimulada pela força que o Goytacaz demonstrava no início das disputas dos Estaduais, designou o jornalista Péris Ribeiro para fazer uma reportagem especial na qual também foi apresentada uma pesquisa do Ibope, que apontou o Goytacaz dono da quinta maior torcida do Estado do Rio de Janeiro, atrás apenas dos quatro grandes clubes: Flamengo, Fluminense, Vasco, Botafogo. Os números apontaram a torcida do Goytacaz com 70% dos torcedores entre os clubes da cidade de Campos dos Goytacazes.

### Maiores públicos do Goytacaz em campeonatos brasileiros
- Públicos pagantes, partidas disputadas em Campos.

1. Goytacaz 0-1 Flamengo: 14.996 pessoas em 9 de abril de 1978.[6]
2. Goytacaz 1-3 Palmeiras: 12.923 pessoas em 4 de dezembro de 1977.[23]
3. Goytacaz 0-0 Santos: 11.489 pessoas em 14 de dezembro de 1977.[24]

### Jogo do Goytacaz já encheu o Godofredo Cruz
No Campeonato Carioca de Futebol de 1976, em 14 de março, a partida entre Goytacaz e Flamengo disputada no Estádio Godofredo Cruz, do Americano, teve o expressivo público de 19.834 torcedores pagantes.

## Rivalidade
O Goytacaz faz com o Americano, seu grande rival na cidade, o clássico de maior tradição e rivalidade do interior do Estado do Rio de Janeiro, clássico conhecido como Goyta-Cano.
Nas duas partidas realizadas em Campeonatos Brasileiros da 1ª Divisão, até hoje, houve um empate de 1 a 1 (30 de outubro de 1977) e uma vitória do Goytacaz por 1 a 0 (26 de março de 1978), com os 2 jogos sendo realizado no campo do Americano.
O clube também mantinha grande rivalidade contra o Rio Branco e o Campos, contra quem fazia o chamado "Clássico Vovô de Campos".

## Titulos

### Equipe principal
| Estaduais                             | Estaduais | Estaduais | Estaduais |
| Competição                            | Títulos   | Temporadas |           |
| ------------------------------------- | --------- | --- | --------- |
| Campeonato Fluminense                 | 5         | 1955* Supercampeonato, 1963, 1966, 1967 e 1978                                                                          |           |
| Campeonato Carioca - 2ª Divisão       | 2         | 1982 e 2017 |           |
| Campeonato Carioca - 3ª Divisão       | 1         | 2011 |           |
| Turnos e torneios extra estaduais     |           | |           |
| Competição                            | Títulos   | Temporadas |           |
| Taça Santos Dumont                    | 1         | 2017 |           |
| Municipais                            |           | |           |
| Competição                            | Títulos   | Temporadas |           |
| Campeonato Campista                   | 20        | 1914, 1920, 1926, 1932, 1933, 1940, 1941, 1942, 1943, 1945, 1948, 1951, 1953, 1954, 1955, 1956, 1959, 1960, 1966 e 1977 |           |
| Torneio Início do Campeonato Campista | 11        | 1952, 1953, 1954, 1955, 1956, 1959, 1960, 1966, 1968, 1969 e 1972                                                       |           |
| Taça Cidade de Campos                 | 3         | 1970, 1976 e 1978 |           |

#### Campanhas de destaque
- Taça de Prata 1985: Vice-Campeão 1985
- Campeonato Carioca Grupo B - 1º Turno: Campeão 1992
- Campeonato Carioca Série B2 Vice-Campeão 2022
- Campeonato Fluminense de Futebol: Vice-Campeão 1936, 1943, 1945, 1953 Supercampeonato, 1959, 1960, 1971 e 1975

* Em 1962 o DEP reconheceu o Supercampeonato como Campeonato Estadual do antigo Estado do Rio de Janeiro que era chamado de Campeonato Fluminense.

### Categorias de base
| Nacionais                               | Nacionais | Nacionais                                                                | Nacionais |
| Competição                              | Títulos   | Temporadas                                                               |           |
| --------------------------------------- | --------- | ------------------------------------------------------------------------ | --------- |
| Copa Juventude Sub-15                   | 1         | 2015                                                                     |           |
| Copa Nacional Guri Sub-17               | 1         | 2016                                                                     |           |
| Estaduais                               |           |                                                                          |           |
| Competição                              | Títulos   | Temporadas                                                               |           |
| Campeonato Carioca Sub 17 Série BC      | 1         | 2015                                                                     |           |
| Campeonato Carioca da 2ª Divisão Sub 17 | 1         | 2006                                                                     |           |
| Campeonato Carioca da 3ª Divisão Sub 20 | 1         | 2011 vice campeão                                                        |           |
| Municipais                              |           |                                                                          |           |
| Competição                              | Títulos   | Temporadas                                                               |           |
| Campeonato Campista de Segundo Quadros  | 10        | 1914, 1919, 1920, 1923, 1925, 1929, 1930, 1932, 1933 e 1935              |           |
| Campeonato Campista Infanto-Juvenil     | 2         | 1954 e 1957                                                              |           |
| Campeonato Campista Infantil            | 5         | 1990, 1993, 1994, 2000 e 2014                                            |           |
| Campeonato Campista Juvenil             | 12        | 1956, 1974, 1975, 1982, 1986, 1989, 1991, 1993, 1994, 1995, 1999 e 2001. |           |
| Taça Cidade de Campos Juvenil           | 3         | 2006, 2008 e 2010                                                        |           |
| Taça Cidade de Campos Infantil          | 5         | 1995, 2006, 2008, 2010 e 2013                                            |           |

### Retrospecto noCampeonato Carioca
Após a fusão dos Estados da Guanabara e do Rio de Janeiro em 1975, o Goytacaz disputou os seguintes Campeonatos Carioca Série A:
| Ano   | Posição      |
| 1976  | 8º colocado  |
| 1977  | 14º colocado |
| 1979e | 8º colocado  |
| 1979  | 6º colocado  |
| 1980  | 11º colocado |
| 1983  | 6º colocado  |
| 1984  | 7º colocado  |
| 1985  | 9º colocado  |
| 1986  | 9º colocado  |
| 1987  | 6º colocado  |
| 1988  | 11º colocado |
| 1991  | 14º colocado |
| 1992  | 12º colocado |
| 2018  | 13º colocado |
| 2019  | 16º colocado |

## Participação em campeonatos brasileiros
| Ano  | Divisão  | Posição | Competição    |
| ---- | -------- | ------- | ------------- |
| 1964 | Primeira | 21º     | Taça Brasil   |
| 1967 | Primeira | 9º      | Taça Brasil   |
| 1968 | Primeira | 9º      | Taça Brasil   |
| 1977 | Primeira | 55º     | Taça de Ouro  |
| 1978 | Primeira | 30º     | Taça de Ouro  |
| 1979 | Primeira | 33º     | Taça de Ouro  |
| 1980 | Segunda  | 41º     | Taça de Prata |
| 1984 | Segunda  | 27º     | Taça de Prata |
| 1985 | Segunda  | 2º      | Taça de Prata |
| 1986 | Segunda  | 10º     | Taça de Prata |
| 1987 | Segunda  | 18º     | Módulo Azul   |
| 2003 | Terceira | 34º     | Série C       |

## Estatísticas
Nesta estatística não constam alguns jogos do Campeonato Campista, jogos de outras competições promovidas pelas ligas de futebol de Campos dos Goytacazes, de vários torneios e de vários jogos amistosos. Carece de confirmação também o local da realização de parte dos jogos contabilizados.

### Temporadas
|  | Participações em 2023 |

| Competição     | Competição                      | Temporadas | Melhor campanha       | Estreia   | Última    | P | R |
| -------------- | ------------------------------- | ---------- | --------------------- | --------- | --------- | - | - |
| Rio de Janeiro | Campeonato Carioca              | 15         | 6º colocado (1979)    | 1976      | 2019      |   | 4 |
| Rio de Janeiro | Campeonato Carioca - Série A2   | 28         | Campeão (1982 e 2017) | 1981      | 2020      | 3 | 2 |
| Rio de Janeiro | Campeonato Carioca - Série B1   | 4          | Campeão (2011)        | 1994      | 2023      | 2 | 1 |
| Rio de Janeiro | Campeonato Carioca - Série B2   | 2          | Vice-campeão (2022)   | 2022 2025 | 2022 2025 | 1 | – |
| Rio de Janeiro | Campeonato Fluminense           | 24         | Campeão (5 vezes)     | 1936      | 1978      |   |   |
| Rio de Janeiro | Copa Rio                        | 9          | 3º colocado (2010)    | 1991      | 2023      | – | – |
| Brasil         | Campeonato Brasileiro           | 6          | 9º colocado (1967)    | 1964      | 1979      |   | 1 |
| Brasil         | Campeonato Brasileiro - Série B | 5          | Vice-campeão (1985)   | 1980      | 1987      | – | – |
| Brasil         | Campeonato Brasileiro - Série C | 1          | 34º colocado (2003)   | 2003      | 2003      | – | – |